# Oxanthera
Oxanthera ou Oxanthera aurantium était un genre de la famille des Aurantiaceae qui a été intégré à Citrus. Il comprend 4 espèces toutes endémiques de  Nouvelle-Calédonie.
Ce sont: 
- Citrus oxanthera Beauvisage, ex Oxanthera aurantium Tanaka[2] ou Oxanthera fragrans Montrouz[3]. Oxanthère à fleur d'oranger,
- Citrus neocaledonica ou neo-caledonica Guill.- ex Oxanthera neocaledonica (Guillaumin) Tanaka. Fausse orange ou Orange à grandes feuilles[4],
- Citrus undulata Guill. ex Oxanthera undulata (Guillaumin) Swingle. Oxanthère à feuilles ondulées,
- Citrus vieillardii T.G. Hartley ined. est une espèce qui n'est retenue que par le MNHN dont l'herbier conserve divers spécimens[5] (provenance Ilot Lepredour[6], Ile Art, Presqu'île Montagnes[7], Collines arides de Gomonen près Gatop[8], dont un récolté par son descripteurs E. Vieillard)

Une 5° espèce mal définie est parfois ajoutée:
- Oxanthera brevipes B.C.Stone - qui comprend des sous-populations  Belep, Tinip, Koniambo, Tia, Poya[9].

## Histoire

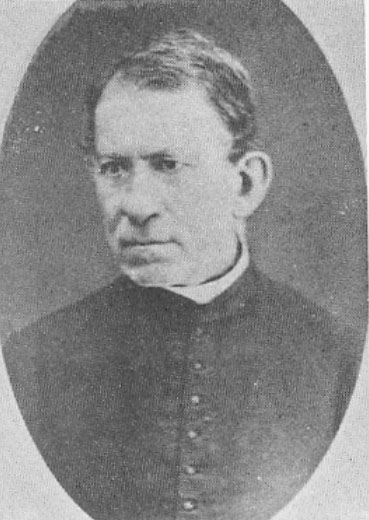
Xavier Montrouzier (1821-1897)

Xavier Montrousier décrit dans sa Flore de l'ile Art près de la Nouvelle Calédonie (1860) l'espèce Oxanthera fragans du «genre Oxanthera» (Montrous.)  «Les fleurs sont blanches de la taille de celle de l'oranger, très semblables, très pointillées, exhalant un parfum pénétrant. Produit une baie allongée. Un Limonia lucida G.Forst. ? [du genre Murraya du Vanuatu]. Ce bel arbrisseau fleurit en novembre. Il se trouve dans les bois. Les naturels l'appellent Dongan na diet, Oranger des bois. Genre Citrus». Dongan signifie agrume.
G. Beauvisage  publie en 1901 une critique cinglante (Genera Montrouzierana) «On pourrait se demander pourquoi Montrouzier n'a pas justifié son nouveau genre, en indiquant les motifs qui l'ont empêché de ranger cette plante parmi les Citrus [ ] il est probable qu'il l'excluait du genre Citrus à cause de ses étamines libres, [ ] rien ne s'oppose donc au classement dans ce genre de l'espèce qui nous occupe.C'est ce que n'ont pas hésité à faire Bentham et Hooker (Gen. plant. I, 992) ». A. Guillaumin le suit (1938): «Bien que Tanaka rétablisse le genre Oxanthera Montr. où il range O. Auranlium Tanaka = Atalantia Aurantium Vieill. mss. que je ne puis arriver à distinguer d'O. fragrans Montr. = Citrus Oxanthera Beauvis. et O. neo-caledonica Tanaka = Citrus neo-caledonica Guillaum., je suivrai Engler en faisant rentrer ce genre dans les Citrus».
Swingle réintroduit le genre Oxanthera en 1940. En 2009, sur la base du séquençage de l'ADN R. J. Bayer, D. J. Mabberley et al. incluent «le genre néo-calédonien Oxanthera dans Citrus. Sur la base de la morphologie, Oxanthera s'inscrit dans ce groupe car ses fruits ont des vésicules de pulpe spécialisées, des feuilles simples articulées et 3 à 4 fois plus d'étamines que de pétales. Le genre ne diffère de la plupart des Citrus que par l'absence d'épines, mais les épines sont une caractéristique couramment perdue parmi les plantes insulaires en l'absence d'herbivores». P. Ollitrault, F Curk et R Krueger (2020) parviennent à la même conclusion.

## Agrumes de Nouvelle-Calédonie

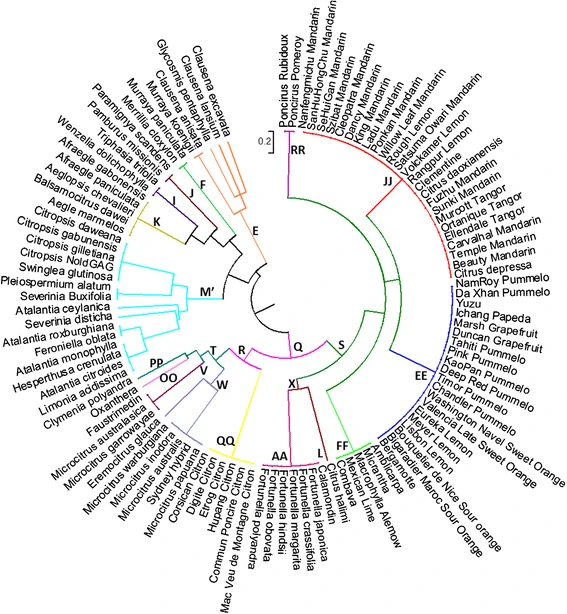
Classification de 108 accessions de la sous-famille des Aurantioideae (A. Oueslati et al. 2016) Clade Q, sous populations R, Oxanthera = O (à 8 heures)

Parmi les Rutaceae, la sous famille des Aurantioideae (ou Citroideae) qui contient les agrumes (Citrus) a pour centre de diversité la région de la mousson de l'Est de l'Australasie avec des taxons spécifiques en Australie, en Nouvelle-Guinée, en Nouvelle-Calédonie, en Asie et en Afrique. Parmi les 11 genres endémiques de la forêt sclérophylle décrites par T. Jaffré et al. (1987) figure Oxanthera. Les recherches sur leur âge et leur biogéographie (2008) laissent penser que les Aurantioideae sont arrivées en Nouvelle-Calédonie par dispersion sur de longues distances et non isolement de l'ile du Gondwana à la fin du Crétacé, fin du Miocène au milieu du Pliocène. Bayer, Mabberley et al. décrivent les clades ancestraux de Citrus «Le clade R méridional contient principalement des espèces sauvages de Nouvelle-Guinée et d'Australie, de Nouvelle-Calédonie (ex Oxanthera), Nouvelle-Irlande (Clymenia) et d'Inde (Citrus medica et C. indica), espèces à feuilles simples sans pétioles». Les espèces endémiques néo-calédoniennes ex Oxanthera sont sœurs du clade Microcitrus-Eremocitrus-Citrus gracilis australien contrairement à ce que pensait Swingle (1915) qui leur refusait aussi l'appartenance à Citrus. En 2016, A. Oueslati et al. confirment l'origine monophylétique du clade de Bayer, Mabberley et al. incluant les séquences des vrais Citrus, de Feroniella et (ex) Oxanthera. 

### Conservation
Yohan Pilloni et al. (2016) qui qualifient la biodiversité endémique de Nouvelle-Calédonie d'OCBILs (paysages archaïques, climatiquement isolés et infertiles) estiment que les nombreuses Rutaceae endémiques sont insuffisamment décrites. Il considère que leur protection n'est que partielle et doit être améliorée, 54% de la zone de conservation était couverte par des restrictions minières strictes en 1998.

### Utilisation
Ces agrumes sauvages ont un système radiculaire étalé et dense qui s'enfonce profondément dans le sol; ils sont essayés par l'Institut agronomique néo-calédonien (2020) comme porte-greffe des agrumes cultivés qui ont une racine pivotante.

## Herbier du Museum d'histoire Naturelle

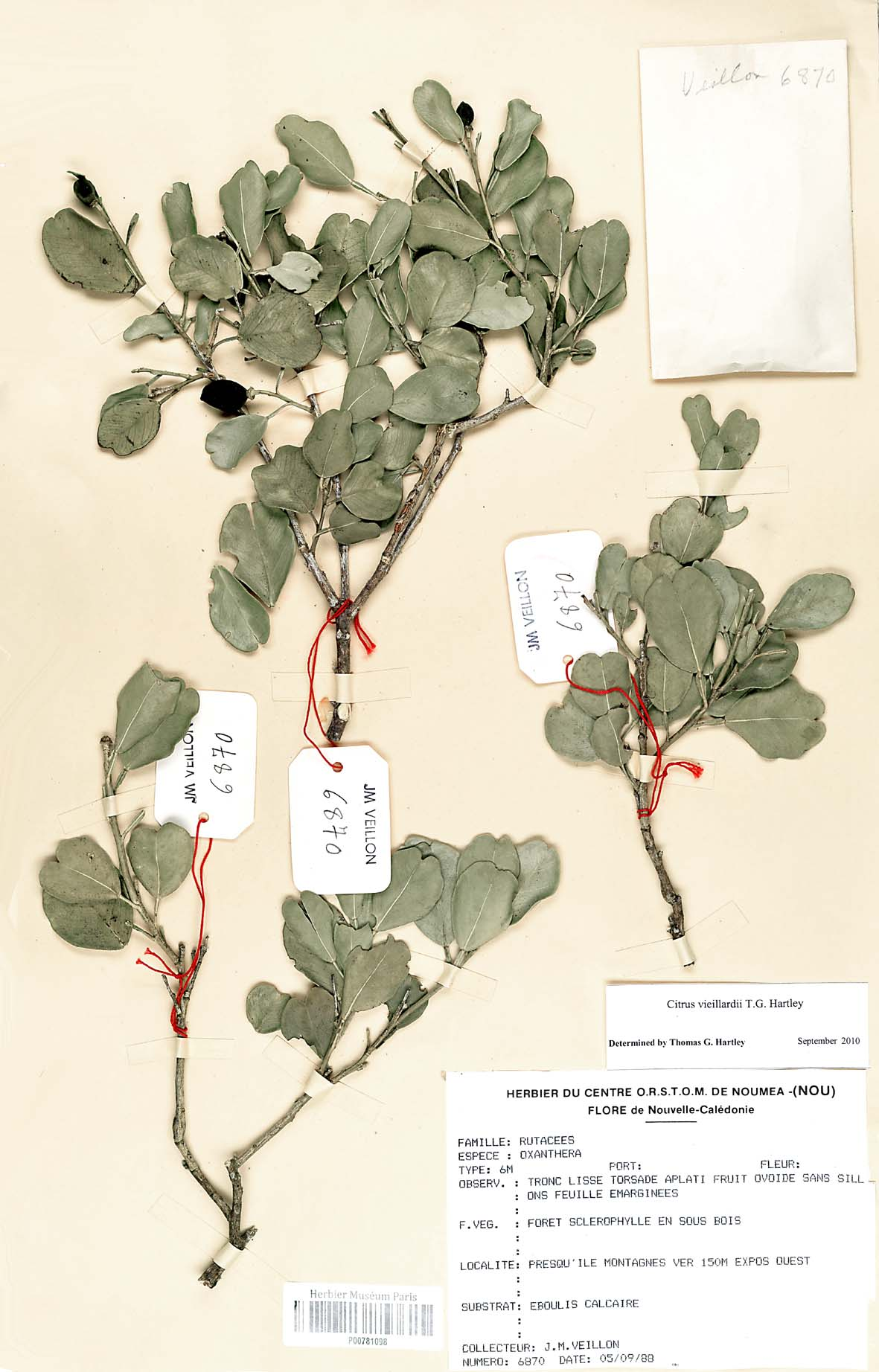
C. vieillardii.
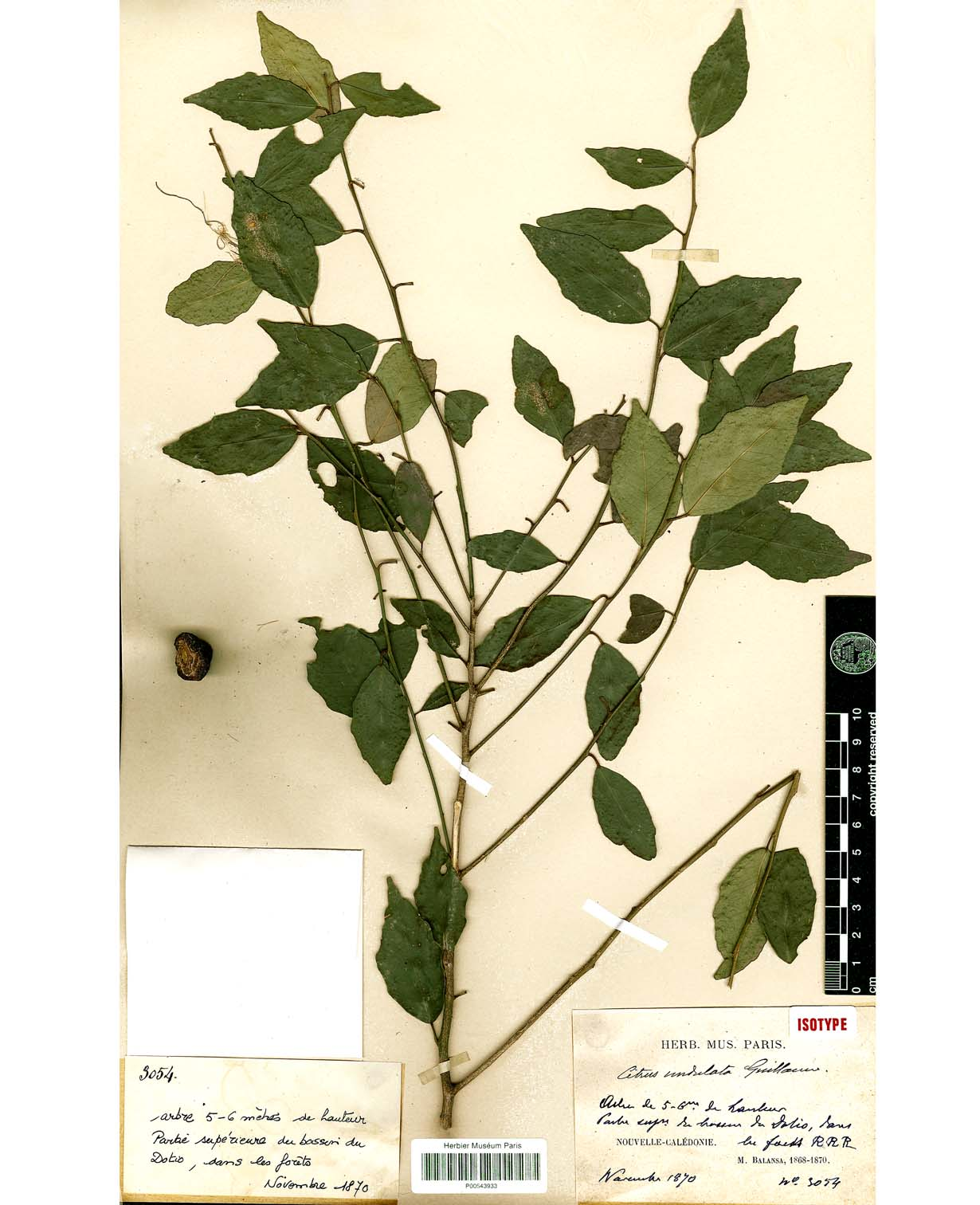
C. undulata.
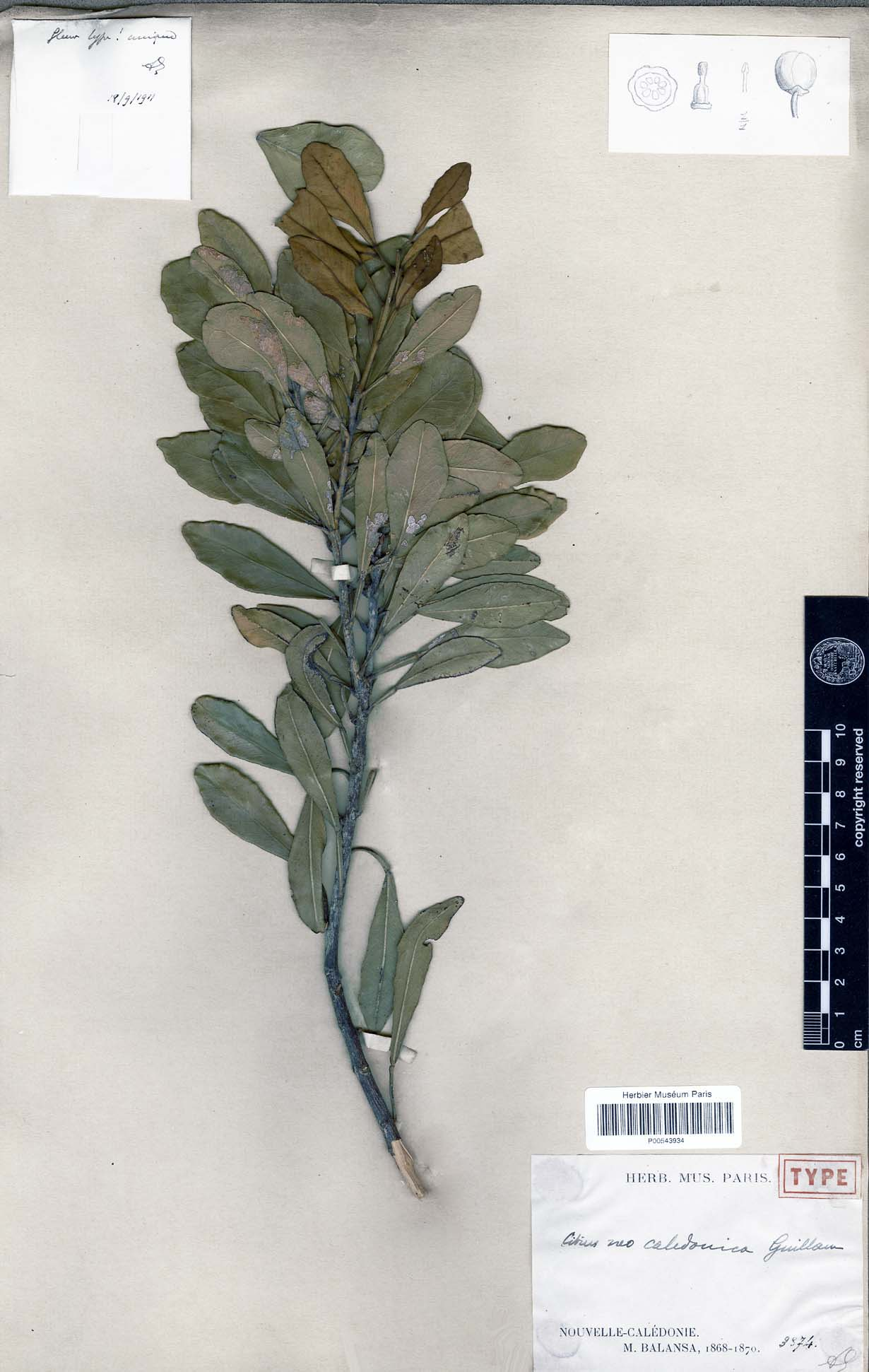
C. neocaledonica.
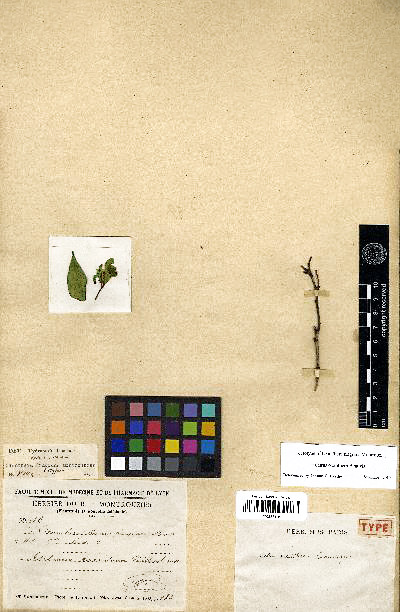
C. oxanthera.
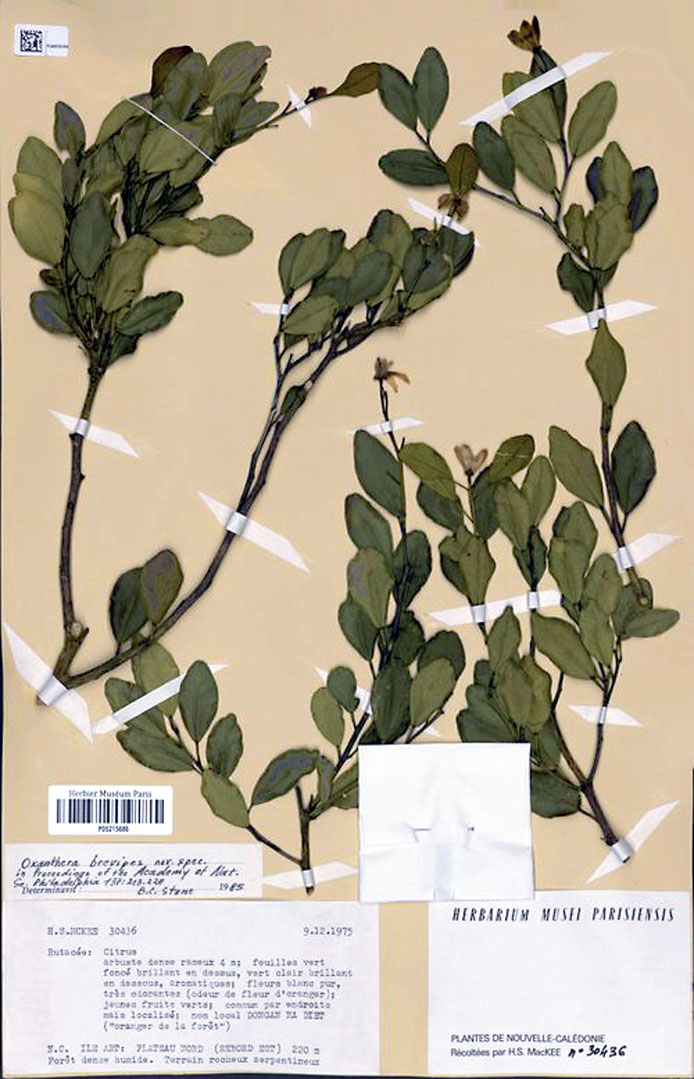
C. brevipes